# Palača Vojković
Palača Vojković je baročna palača v Zagrebu, ki se nahaja na naslovu Matoševa 9. 
Zgrajena je bila leta 1764, njen arhitekt pa ni znan. Investitor je bil grof Sigizmund Vojković (Vojkffy), katerega grb je upodobljen na štukaturi na pročelju stavbe. V 19. stoletju je palača zamenjala nekaj lastnikov. Prvi so bili družina Oršić, za njimi pa družina Rauch. Po teh dveh lastnikih se v nekaterih virih palača imenuje tudi palača Oršić-Rauch. V palači je danes Hrvaški zgodovinski muzej.